# Le Mesnil
Le Mesnil è un comune francese di 220 abitanti situato nel dipartimento della Manica nella regione della Normandia.

## Storia

### Simboli
Lo stemma comunale riprende il blasone della famiglia de Beaudrap.

## Società

### Evoluzione demografica
Abitanti censiti